# Dame Tholose
Dame Tholose est le nom donné à une statue de bronze de la Renaissance toulousaine, œuvre du sculpteur Jean Rancy et du fondeur Claude Peilhot.
Sous les traits de la déesse Pallas-Athéna elle constitue une allégorie de la ville de Toulouse.

## Bronze de la Renaissance

### Chef-d'œuvre de Jean Rancy
Faisant preuve d'une maîtrise esthétique et technique étonnante pour son époque, Jean Rancy réalisa avec Dame Tholose une œuvre qui constitue un jalon essentiel dans la sculpture de la Renaissance française. Le fait est d'autant plus remarquable qu'il s'agit pour le XVIe siècle d'un rarissime exemple de la fonte d'une grande figure de bronze en dehors des ateliers royaux.
Dame Tholose se distingue par la maîtrise du drap mouillé, la science des gestes, des torsions et des multiples points de vision dont fit précocement preuve Jean Rancy. Si le visage aux traits réguliers et la chevelure ondulée répondent aux canons classiques, l’œuvre se démarque par son dynamisme : campée sur un seul appui, son mouvement est accompagné par l’envol de plis sinueux et fortement creusés. Sa poitrine dénudée et une courte robe à l'antique plaquée par le vent sur les formes généreuses de son corps mettent en avant sa sensualité féminine.
Réalisée plus de 15 ans avant le Mercure volant de Jean de Bologne, Dame Tholose frappe par son ambition technique et esthétique.

Dame Tholose : l'œuvre d'art
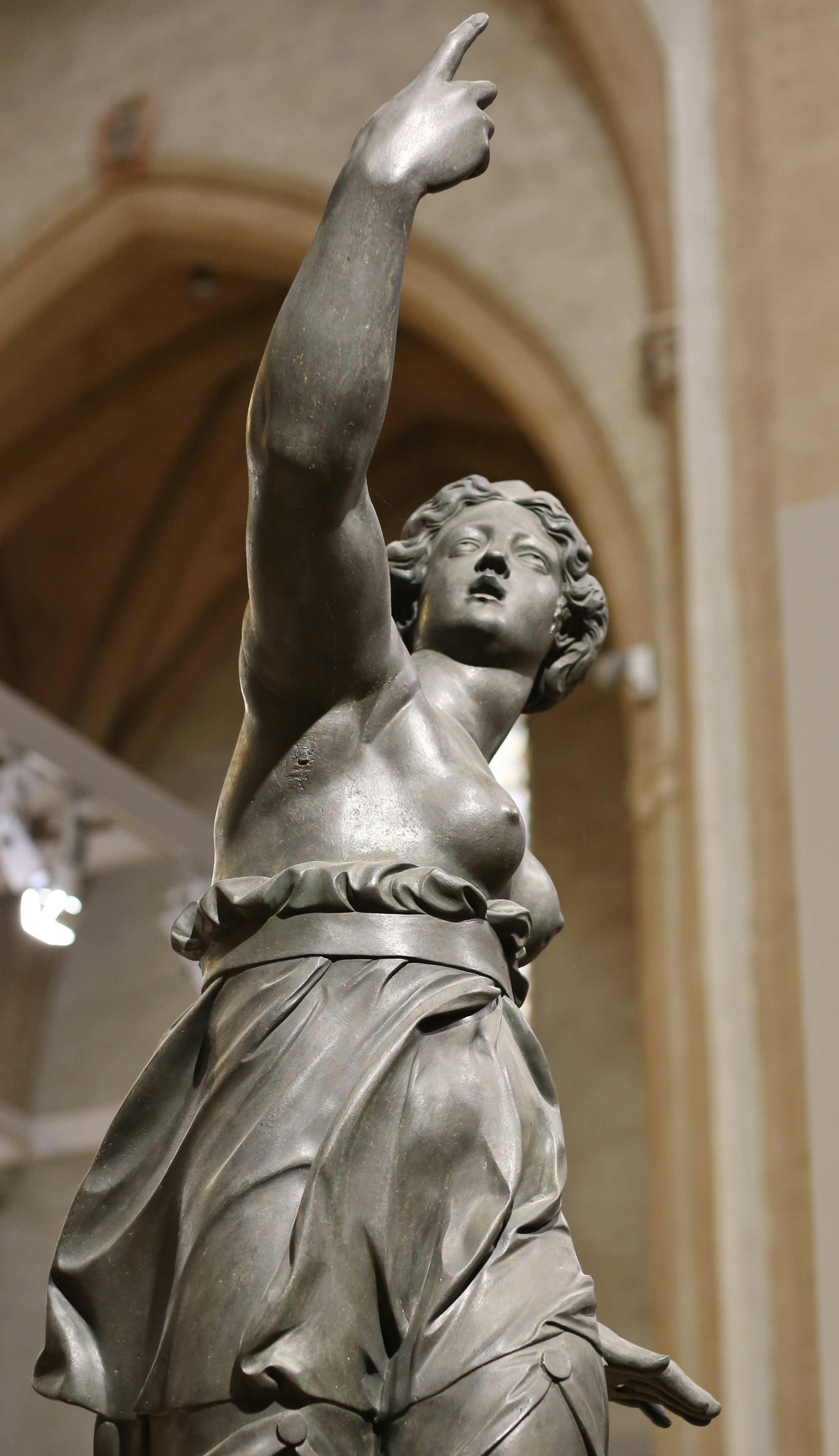
Vue en contreplongée.
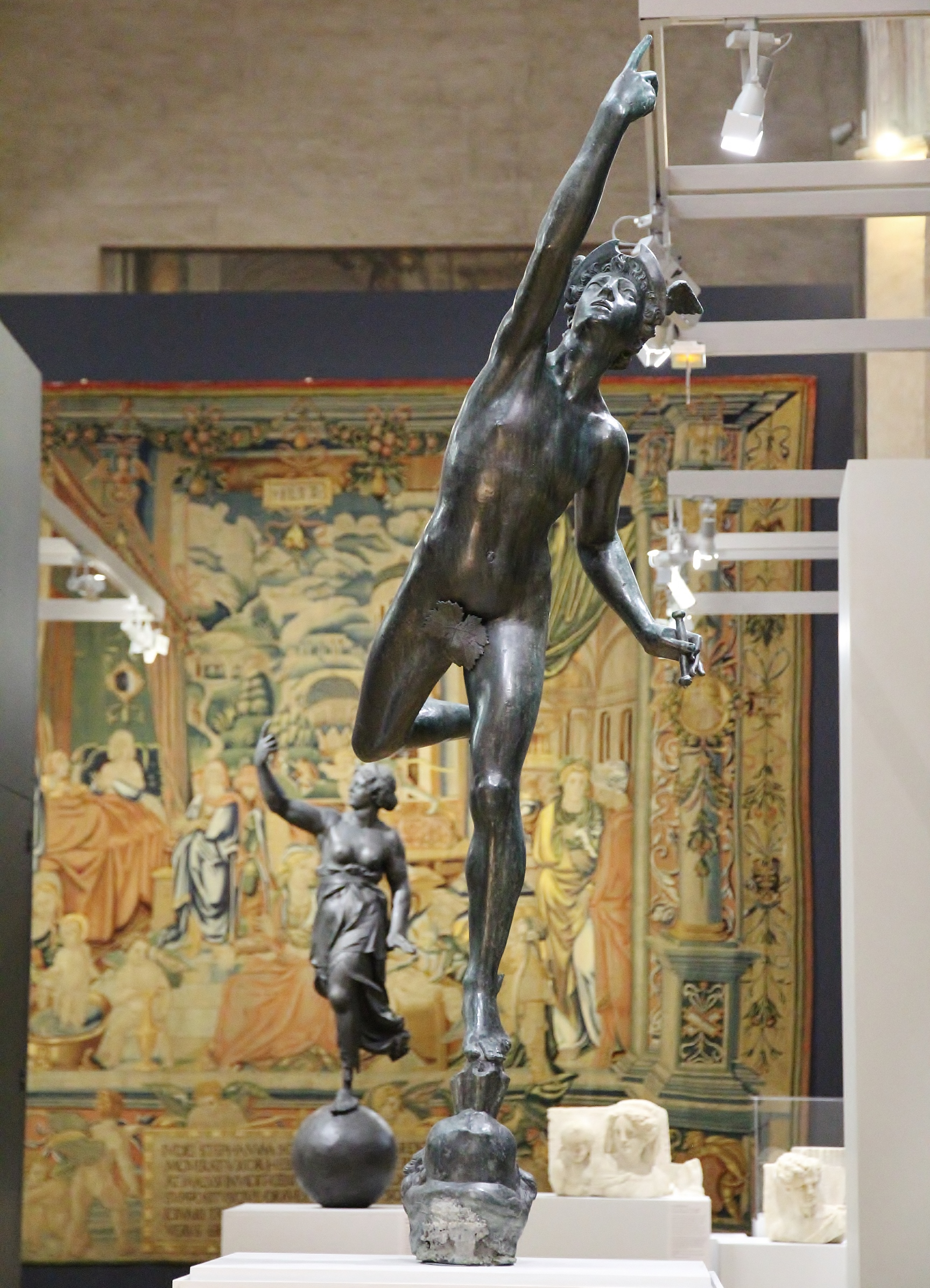
Dame Tholose et une copie toulousaine de 1624 du Mercure de Jean de Bologne (1563).

### Histoire et tribulations

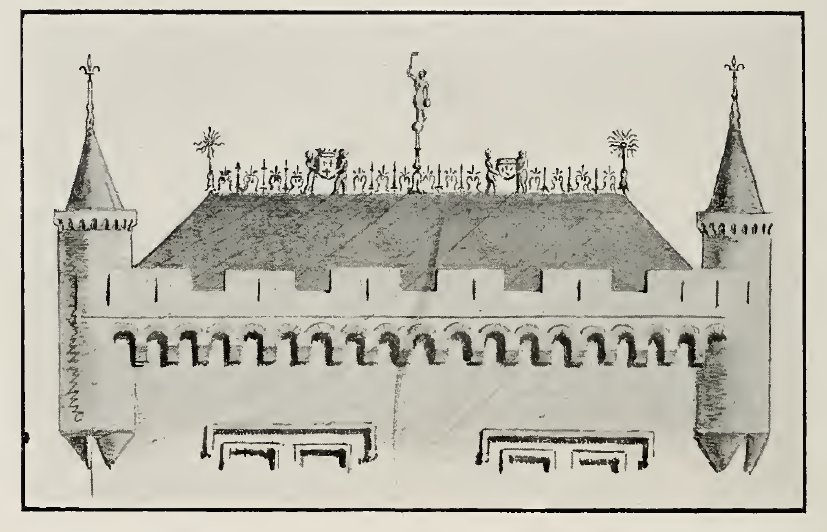
Le sommet du Donjon tel qu'à l'origine, avec Dame Tholose brandissant une girouette (d'après Jules de Lahondès).

En 1529, le « tailleur d’images » Jean Rancy sculpta une statue d’enfant en bois représentant saint Michel, qui fut dorée puis placée sur le toit de la Tour des Archives de la ville (aujourd'hui appelée « Donjon du Capitole ») afin d’y servir de girouette.
En 1544 cette figure d'enfant était si abîmée que les capitouls commandèrent au même Jean Rancy une autre statue destinée à être moulée et fondue : Dame Tholose. Si le modèle en bois fut réalisé dès 1544 par Rancy, faute d’argent ce n’est qu’en 1550 que le canonnier Claude Peilhot procéda à la fonte du bronze dans les forges de l'arsenal de la ville,.
Dorée à la feuille et placée à son tour au sommet de la Tour des Archives, un lieu symbolique du pouvoir des capitouls, Dame Tholose brandissait du bras droit une girouette et resta en place jusqu'en 1829.
À cette date le toit de la tour menaçait ruine et la statue dut être déposée. En 1834 elle fut dotée d'ailes et de couronnes et, ainsi transformée en « Victoire » ou en « Renommée », fut installée au sommet de la colonne Dupuy pour rendre hommage aux succès militaires du Toulousain Dominique Martin Dupuy, général de Napoléon. En rouillant, l'axe de fer qui fixait la statue à la colonne fut la cause de la corrosion de ses jambes.
En 2005 elle fut remplacée sur la colonne par une copie. Restaurée, elle intégra les collections du musée des Augustins où elle est aujourd'hui exposée.
En 2008 et 2009 elle fut l'une des pièces majeures de l'exposition « Bronzes français de la Renaissance au Siècle des lumières » qui se tint successivement à Paris, New York et Los Angeles.

Dame Tholose : du Donjon du Capitole au musée des Augustins en passant par la colonne Dupuy
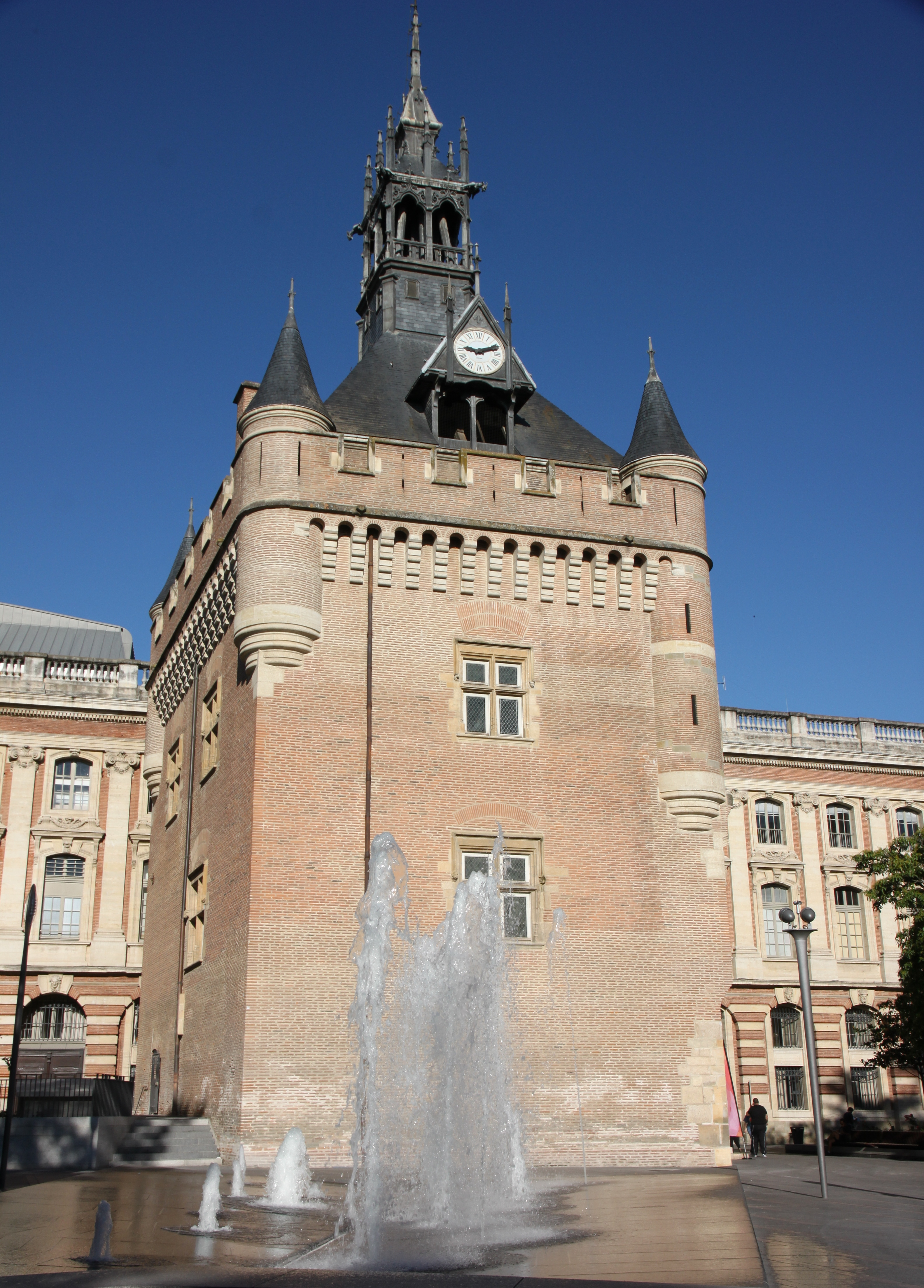
De 1550 à 1829 Dame Tholose trôna au sommet du Donjon du Capitole.
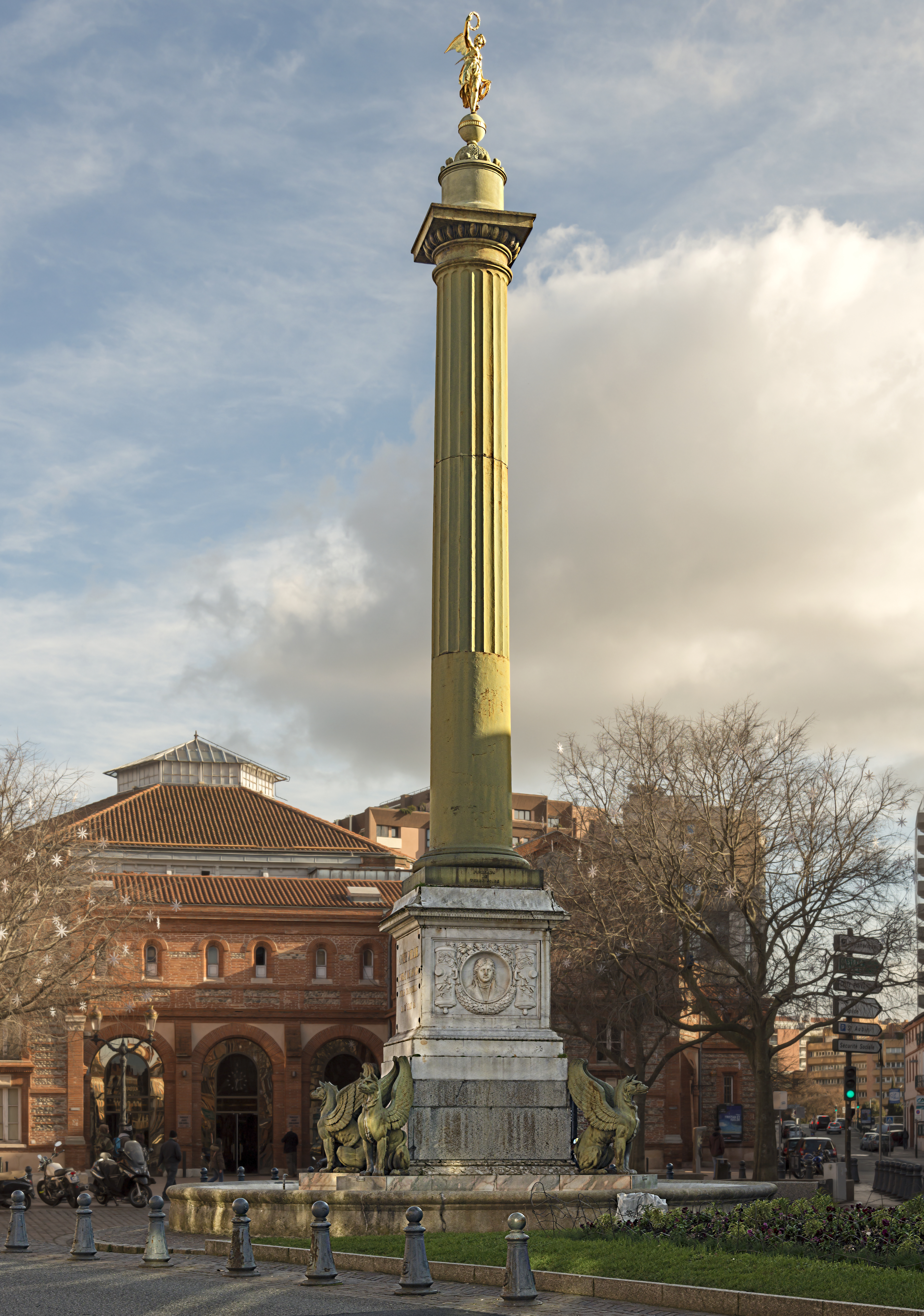
En 1834 la statue fut installée au sommet de la colonne Dupuy.
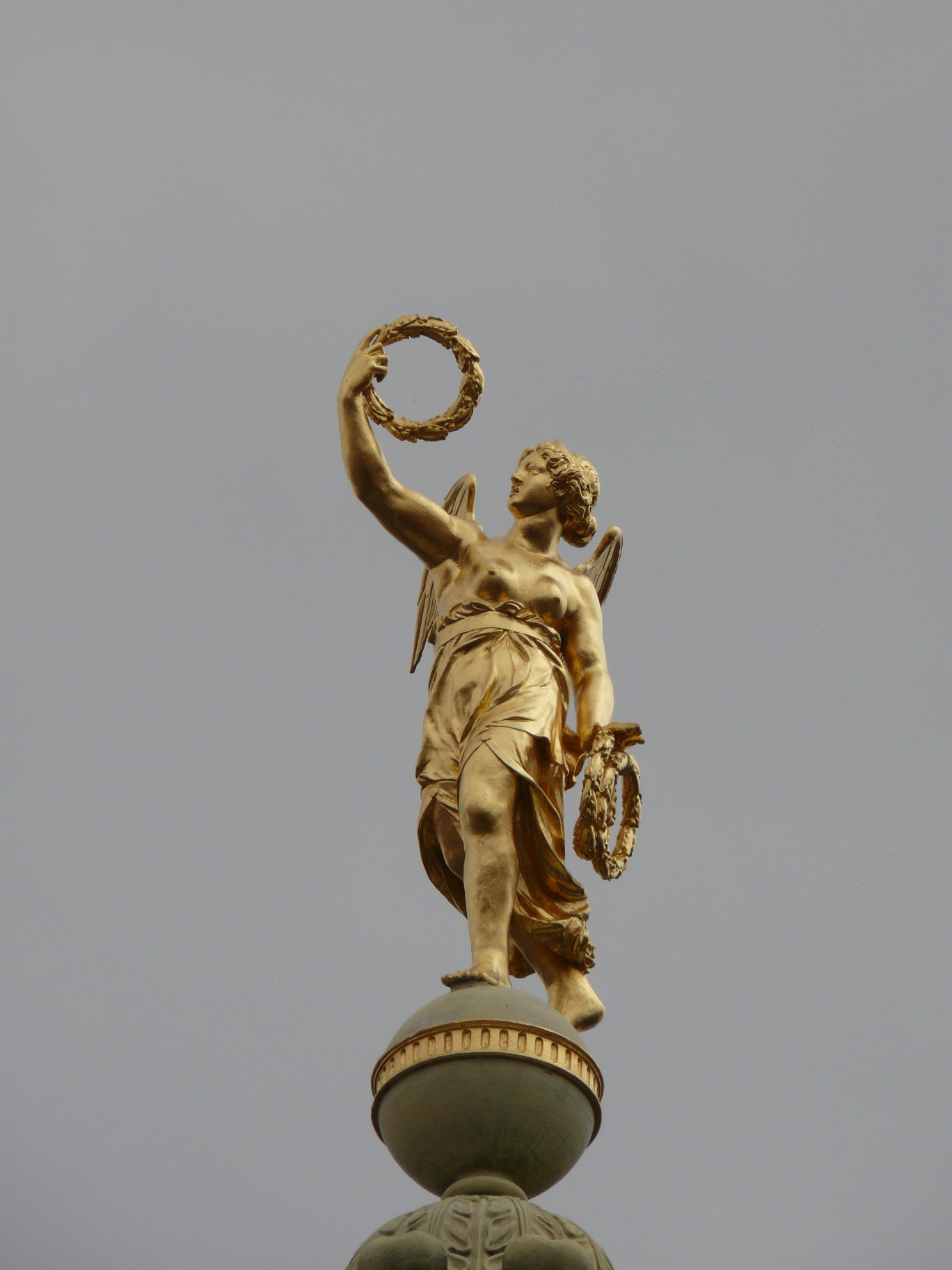
En 2005 elle fut remplacée sur la colonne Dupuy par une copie.
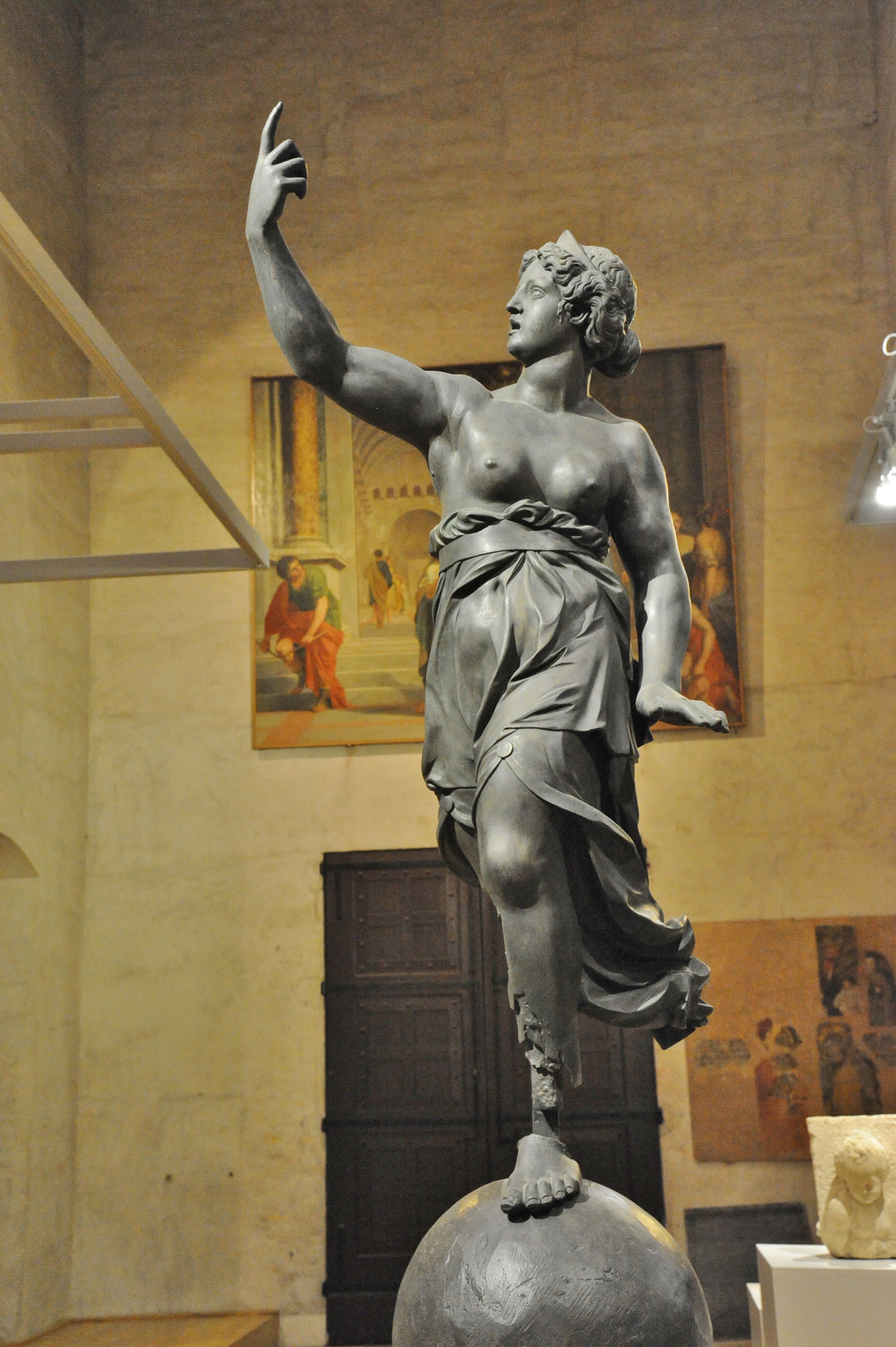
L'original se trouve aujourd'hui exposé au musée des Augustins.

## Allégorie à visée politique
Au-delà du seul aspect artistique, Dame Tholose est également remarquable par le dessein politique qui présida à sa création.

### Symbole d'affirmation du pouvoir des capitouls face aux institutions royales
Les capitouls, consuls de la ville et commanditaires de l’œuvre, avaient pensé Dame Tholose comme une allégorie devant figurer la cité et les valeurs qui en assuraient la cohésion autour du corps municipal. Il s'agissait d'affirmer la puissance et l'ancienneté du capitoulat ainsi que sa légitimité à défendre les libertés et privilèges municipaux conquis lors des siècles antérieurs, alors que le pouvoir royal et le Parlement de Toulouse exerçaient une forte pression pour les remettre en cause.
Le choix de Dame Tholose pour incarner cette allégorie était lourd de signification : le bronze comme matériau et surtout la figure de la déesse Pallas Athéna (Minerve) comme modèle renvoyaient à l'Antiquité romaine et plus particulièrement à la Palladia Tolosa (Toulouse palladienne) évoquée par les poètes latins Martial, Ausone et Sidoine Apollinaire, la Toulouse antique que l'empereur Domitien avait placée sous le patronage de Pallas au premier siècle après Jésus-Christ,.
À la Renaissance, une telle affirmation de la puissance municipale et sa personnification sous les traits d'une déesse antique semblent sans précédent. Dès 1534 les Annales municipales en montraient une première manifestation : la ville est figurée par le visage d'une jeune femme au centre d'un médaillon, à côté de l'inscription LIBERA THOLOSA. Le dynamique milieu humaniste toulousain fut certainement à l'origine de cette évolution qui vit les capitouls délaisser les traditionnelles images religieuses pour se tourner vers une figure païenne riche d'implications historiques. Pour le jurisconsulte et poète Jean de Boyssoné ou les historiographes Nicolas Bertrand, Guillaume de La Perrière et Antoine Noguier, la maîtrise du narratif historique était le meilleur atout du politique et ils mettaient leur savoir-faire au service des ambitions municipales. C'est ainsi que les capitouls se présentaient comme des « décurions » siégeant dans un « Capitole », formule les reliant directement au passé romain de la cité et permettant de prétendre à une continuité des privilèges municipaux depuis l'empereur Théodose (alors que le capitoulat ne fut créé qu'en 1147), c'est-à-dire à une origine prétendument plus ancienne et vénérable que celle de la Couronne de France,.
La main gauche de la statue s'appuyait sur un écu (aujourd'hui disparu) sur lequel figuraient les armes de la ville ainsi que les inscriptions CPQT et MDL, soit Capitulum Populusque Tolosanum 1550 pour, à la manière du SPQR romain, se référer au capitoulat et au peuple de Toulouse.

### Figure allégorique déclinée sur d'autres supports
Le nom et le symbolisme de Dame Tholose ont été utilisés sur d'autres supports figurant des allégories de Toulouse.
En fonction des chroniqueurs et des historiens une même représentation a pu être présentée tantôt comme Pallas et tantôt comme Dame Tholose. Si conceptuellement Pallas pourrait être considérée comme simple protectrice ou inspiratrice de Toulouse, alors que Dame Tholose serait la représentation même de la cité, une certaine confusion existe entre les diverses publications et il pourrait sembler vain, dans le contexte toulousain, de toujours chercher à différencier la déesse de l'allégorie de la ville qu'elle inspira.

Dame Tholose ou Pallas : quelques exemples de représentations allégoriques
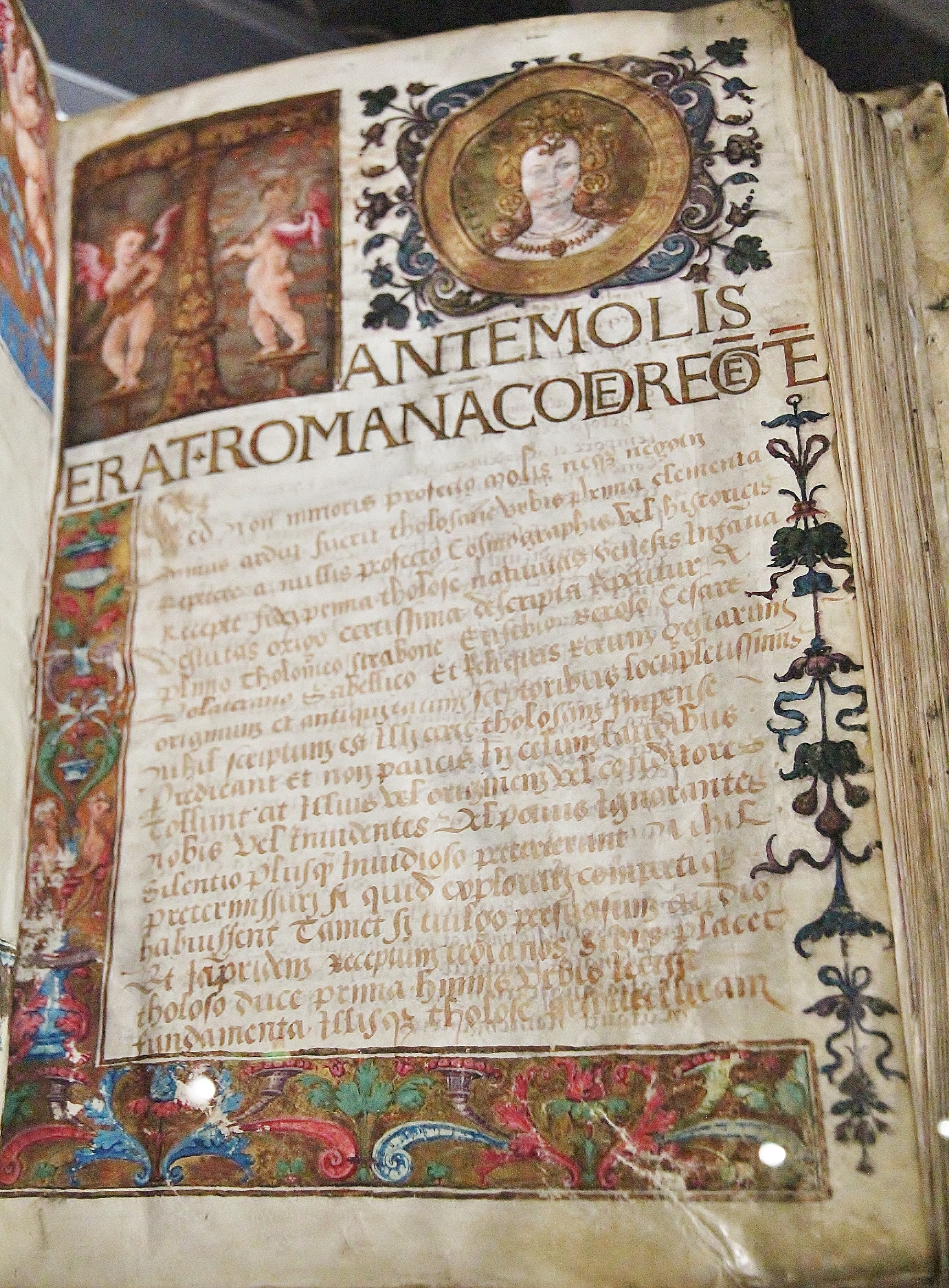
Annales de la Ville de Toulouse de 1534, représentation en médaillon. Sur la page voisine figure l'inscription latine LIBERA THOLOSA (Toulouse libre), qui témoigne du statut privilégié qu'avait la ville dans la gestion de ses affaires internes au temps de l'empire romain.
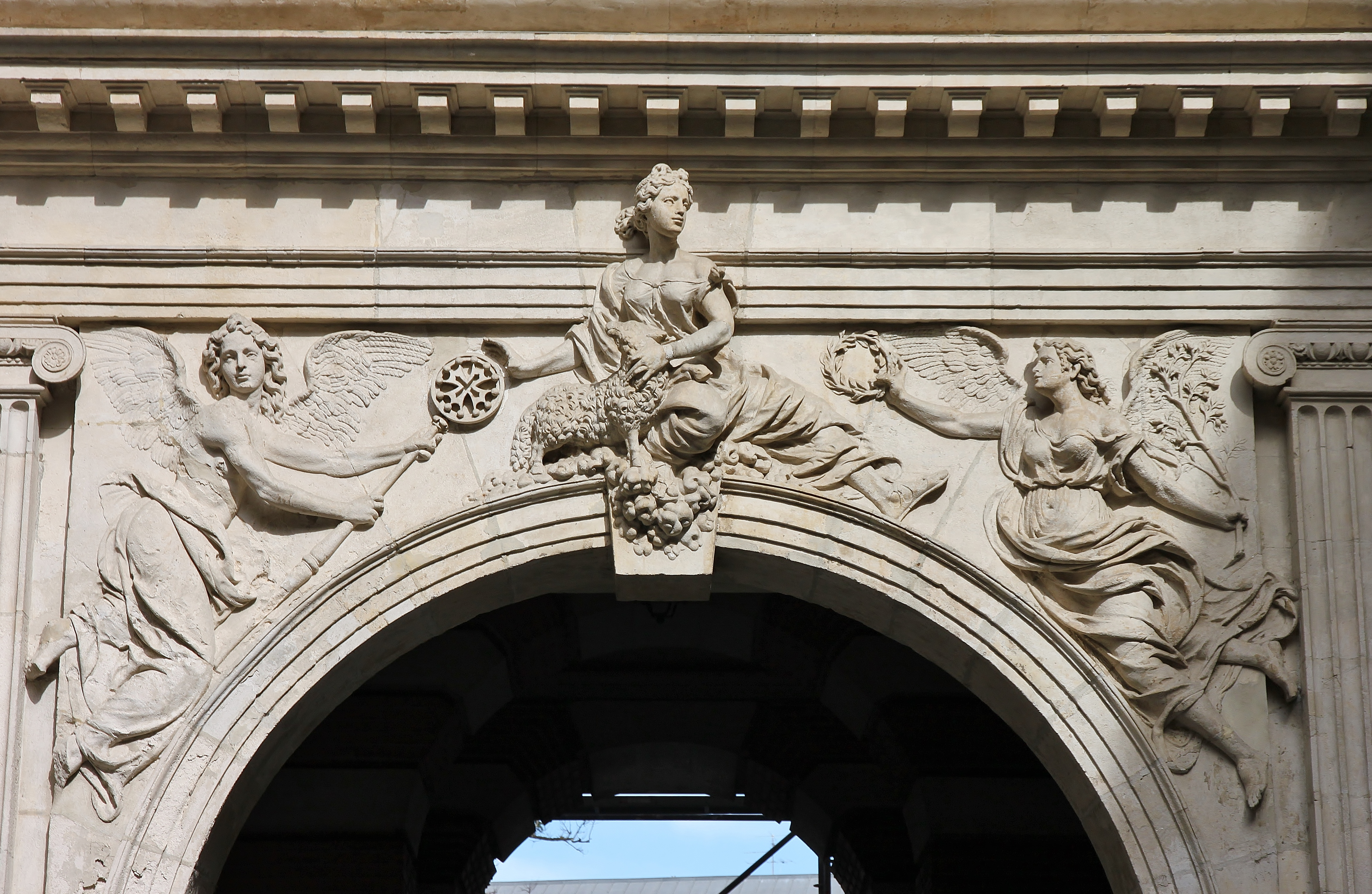
Cette sculpture de Nicolas Bachelier sur un dessin de Jean Rancy évoque Dame Tholose ou/et Pallas (portail oriental de la cour Henri IV du Capitole, 1546). Elle est représentée avec un agneau (élément du blason de Toulouse), tandis qu'une chouette se trouvait à l'origine à l'extrémité du bâton qui porte aujourd'hui une croix occitane.
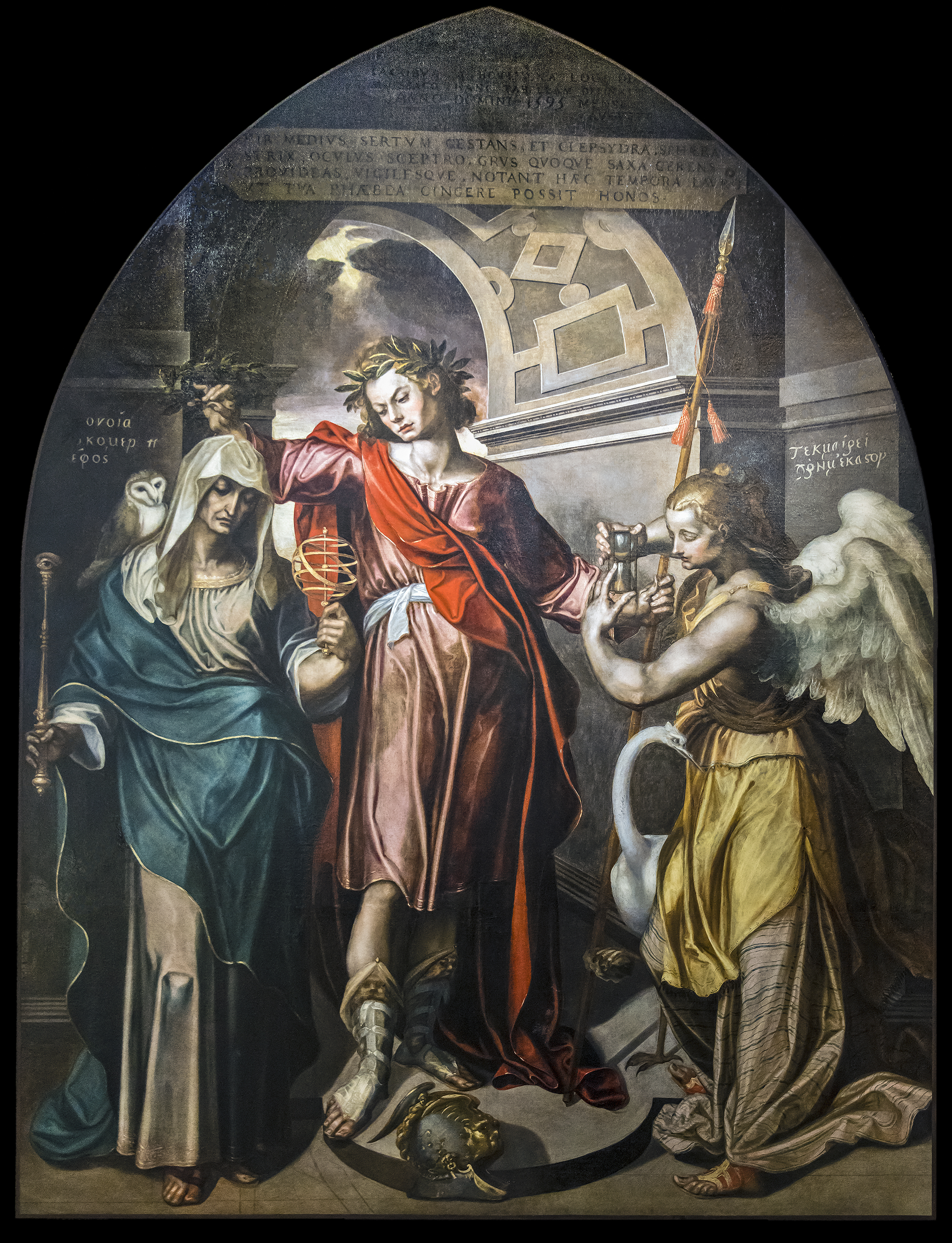
Dans le tableau La Providence, l'Honneur et la Vigilance, le peintre Jacques Boulbène glorifie les vertus morales des capitouls (1595) et choisit Pallas pour incarner la Providence (identifiable à sa chouette).
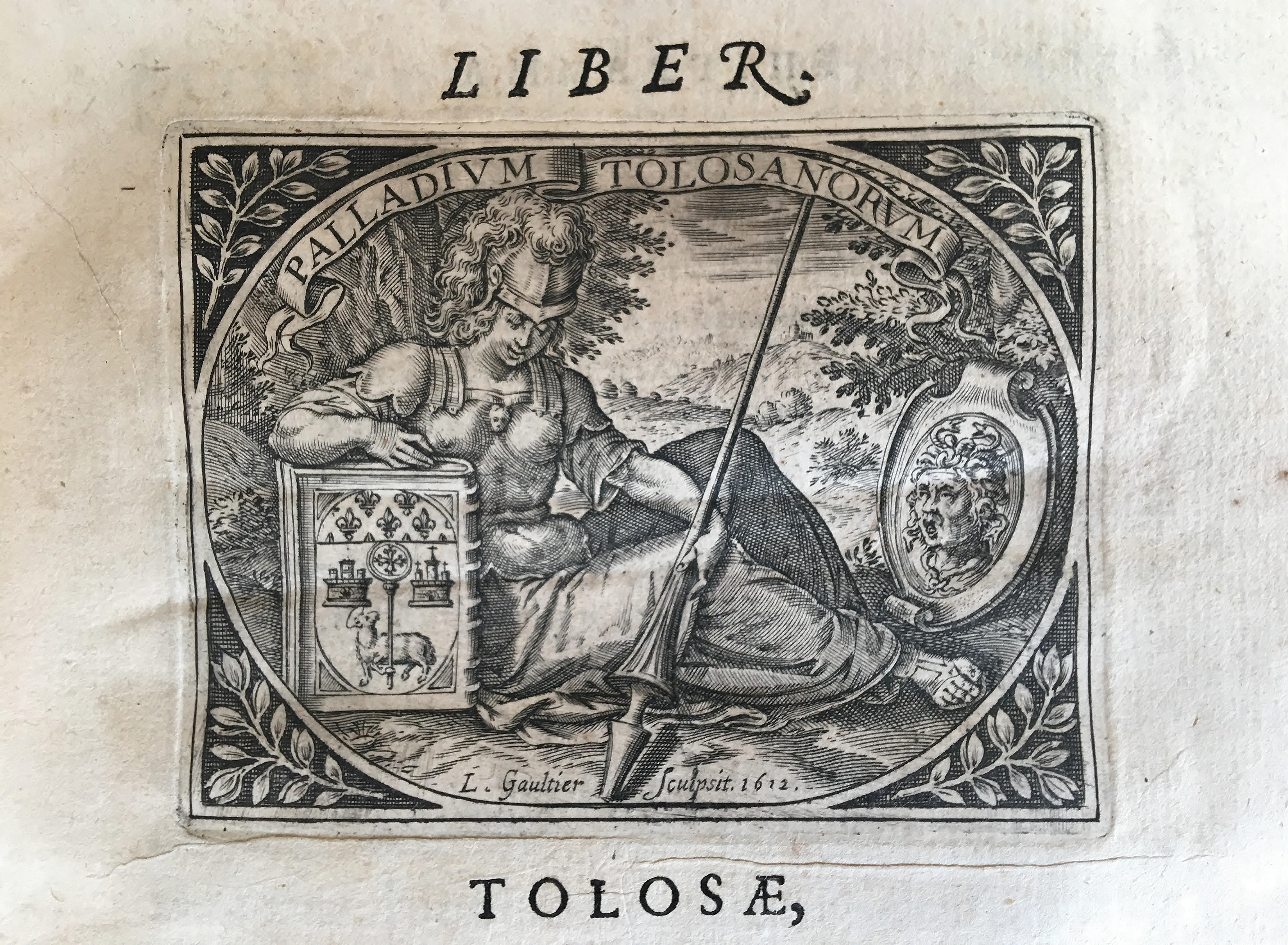
Marque de l'imprimeur toulousain Raymond Colomiès (1612).
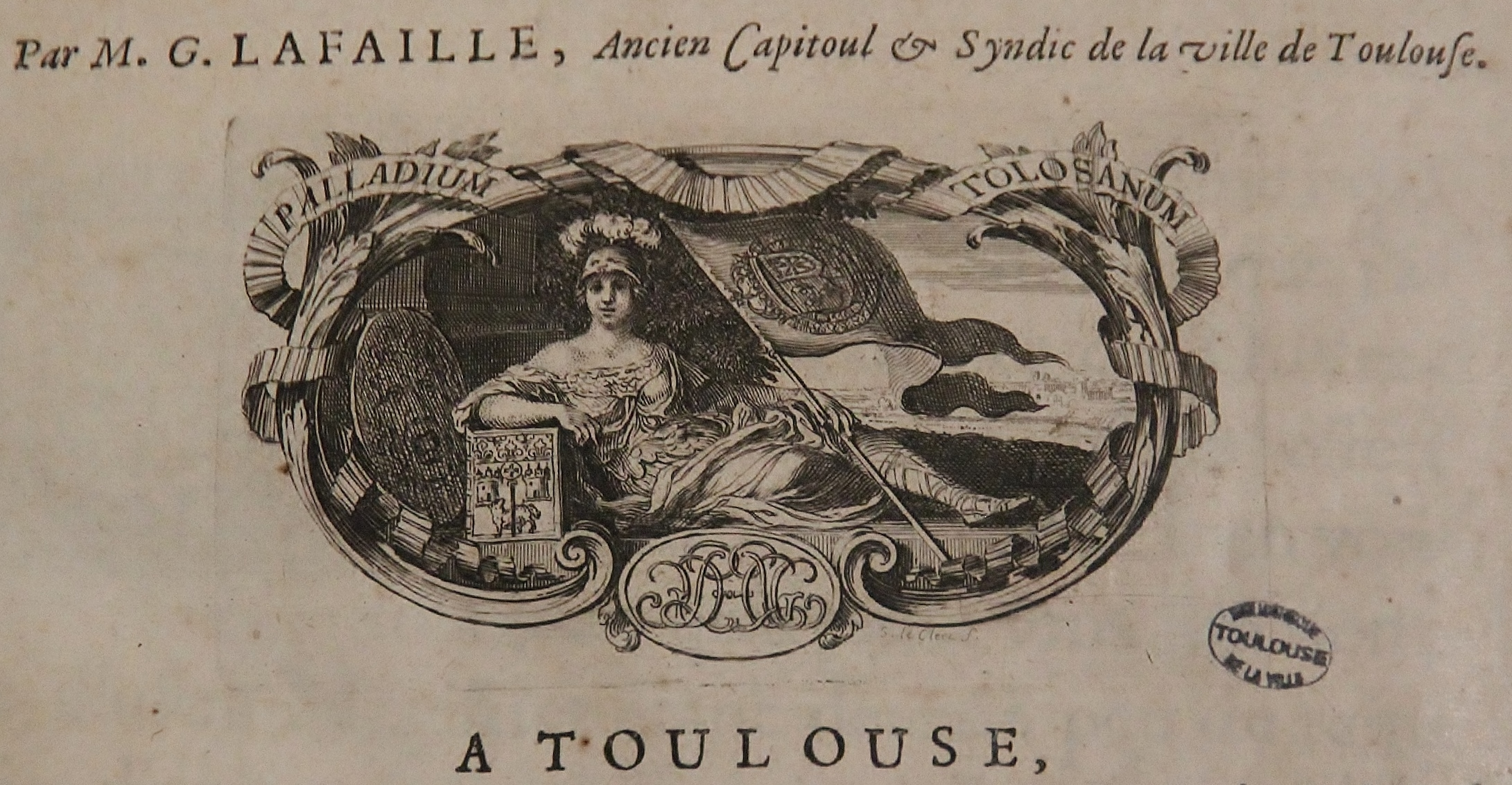
Annales de la Ville de Toulouse par Germain Lafaille (1687).
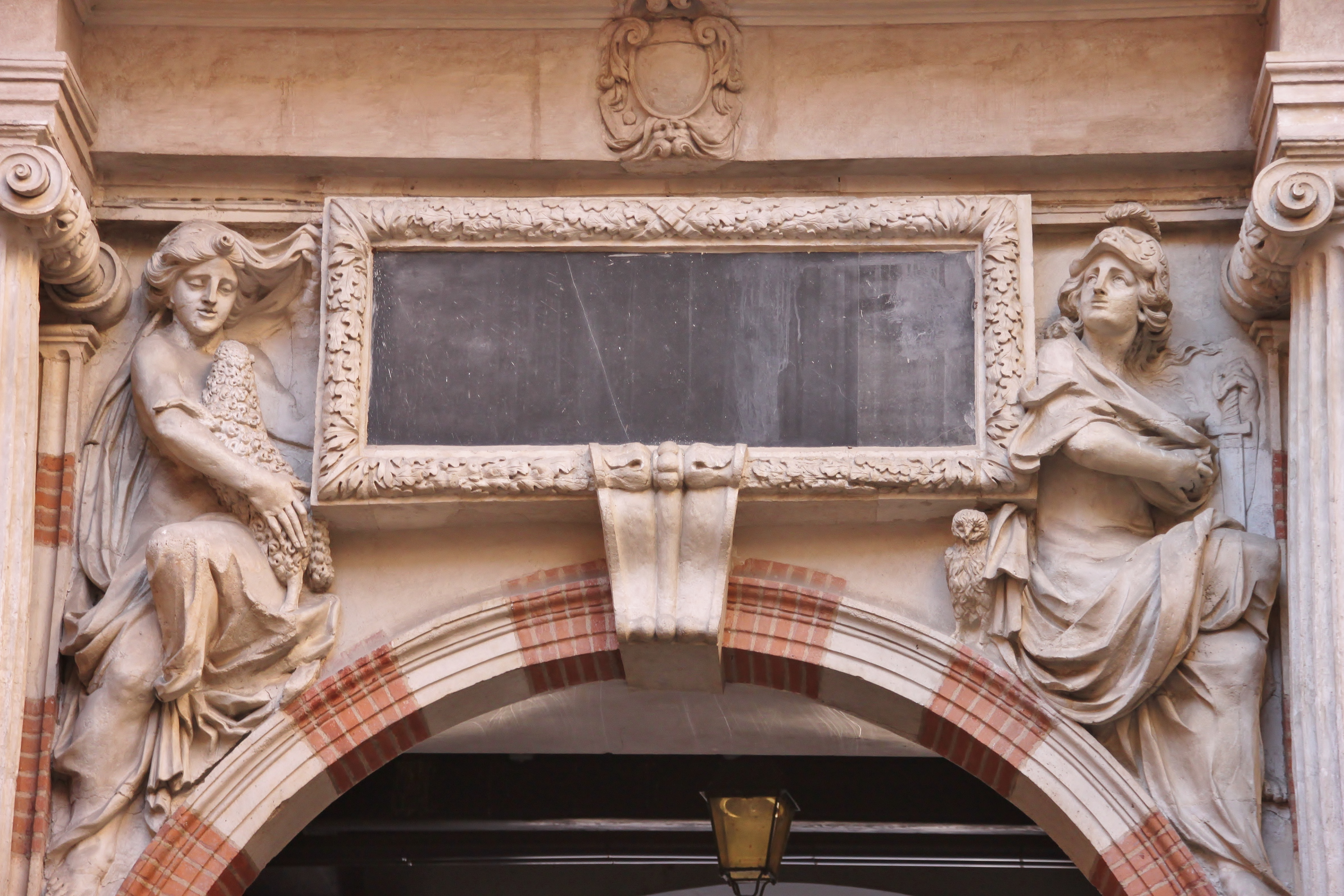
Sur le portail occidental de la cour Henri IV du Capitole, deux figures sculptées incarnent Dame Tholose / Pallas (1678).
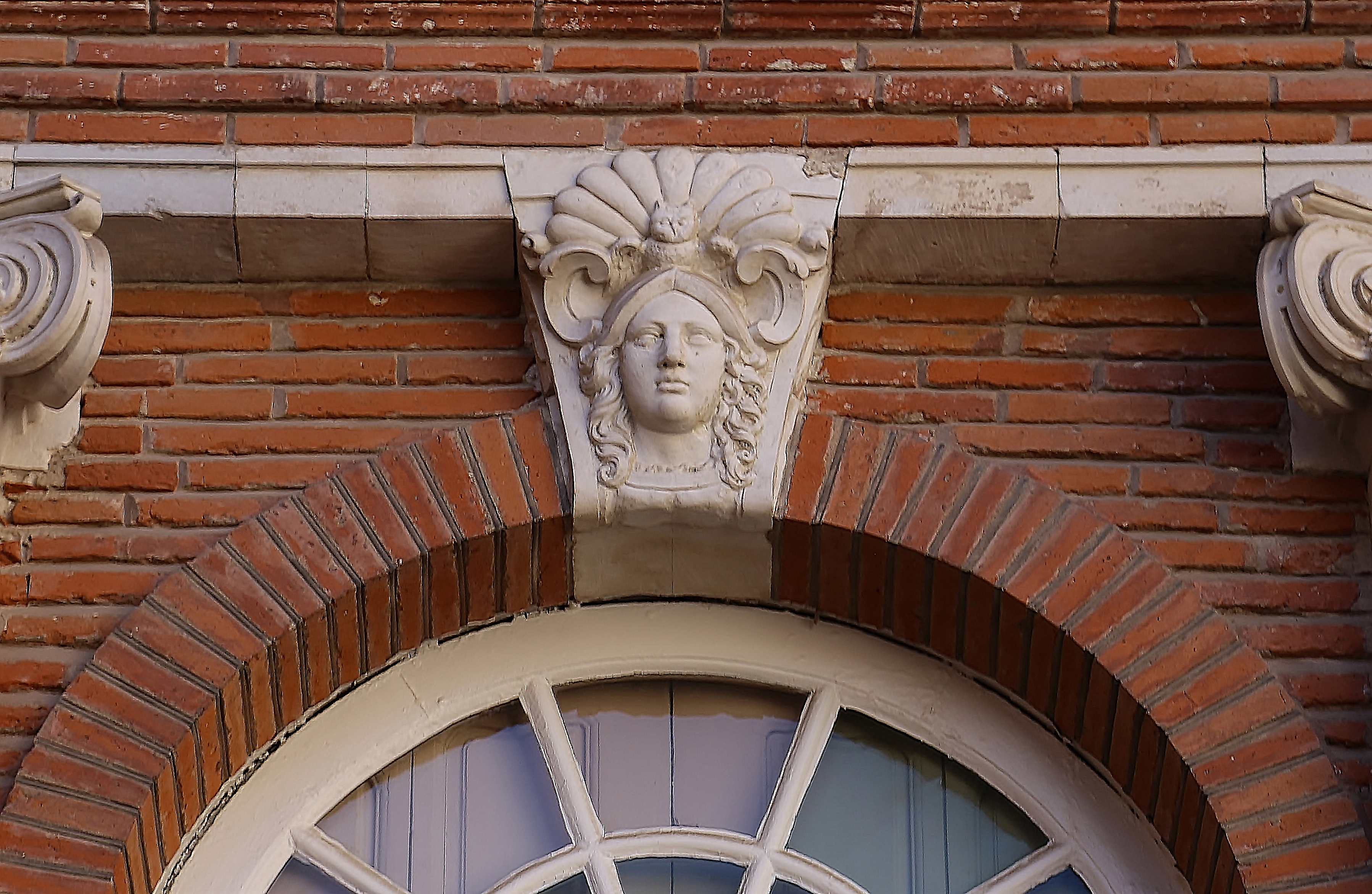
Dans la cour d'un hôtel particulier toulousain, représentation de Pallas et de la chouette qui est son attribut (XVIIIe siècle).
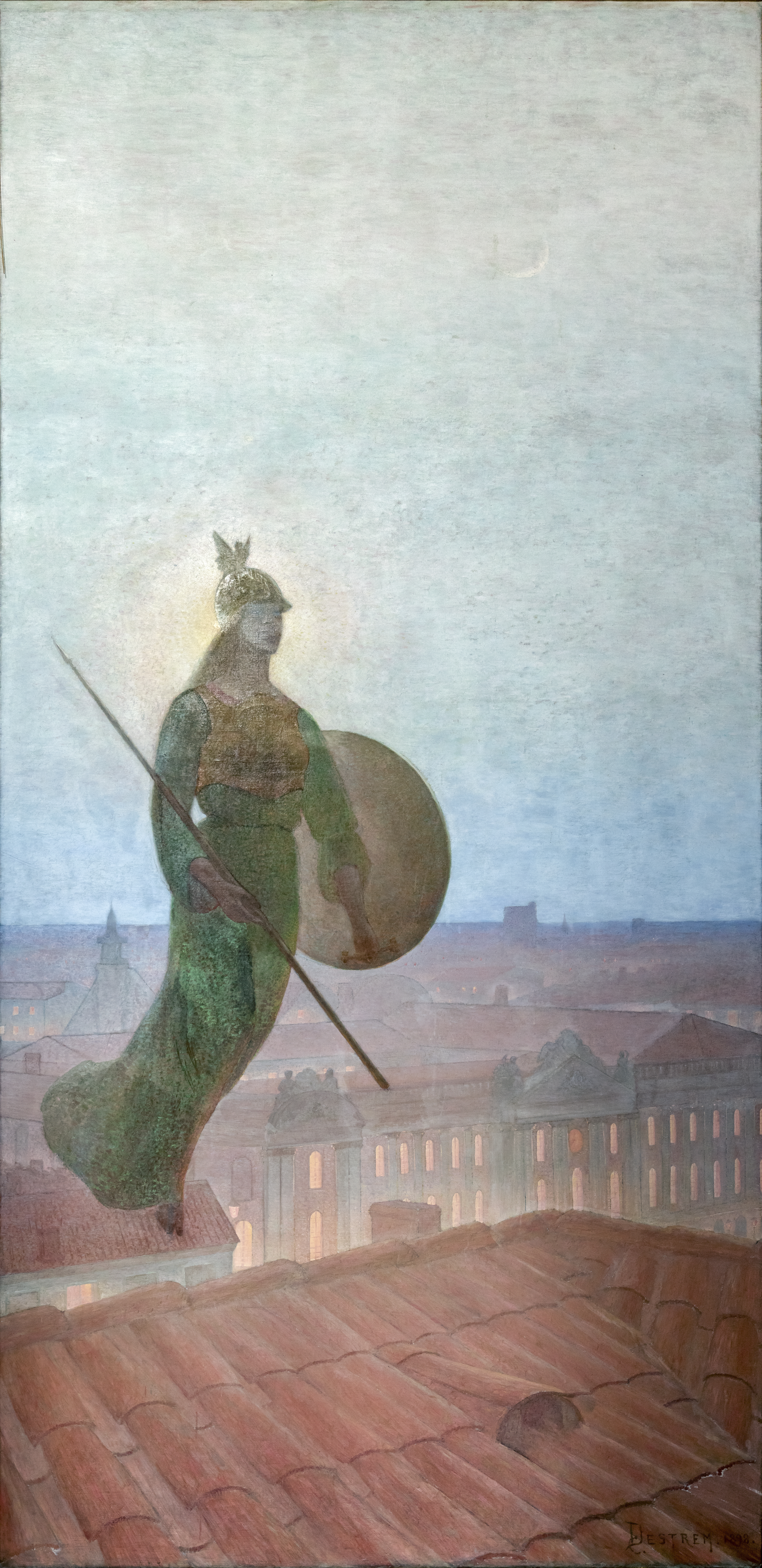
Minerve veillant sur Toulouse, salle des Illustres du Capitole (1898).